# Huurmoordenaar
Een huurmoordenaar is een persoon die zich laat inhuren voor het plegen van een moord. Hoewel er weinig over dit soort personen bekend is, wordt aangenomen dat huurmoordenaars geen vaste opdrachtgever hebben, maar leven van contract tot contract bij verschillende opdrachtgevers.
Juridisch zijn zowel de huurmoordenaar als de opdrachtgever strafbaar voor de gepleegde moorden. De huurmoordenaar voor het plegen van de moord, de opdrachtgever voor het medeplegen of uitlokken van de moord.

## Film, beeldverhaal en spel
Huurmoordenaars spelen een rol in een groot aantal films. Enkele voorbeelden hiervan Léon, The Bourne Identity, The American, The Mechanic en John Wick.
De Deense videospellenproducent IO Interactive biedt een alternatief voor gamers met de 'Hitman'-franchise als Agent 47 en in de stripreeksen XIII en Hitman zijn de hoofdrollen eveneens weggelegd voor (voormalige) huurmoordenaars.